# Stanisław Kardaszewicz (1826–1886)
Stanisław Kardaszewicz herbu Aksak (ur. 8 maja 1826 w Białogródce, zm. 6 października 1886 w Ostrogu) – polski sędzia, badacz historii miasta Ostroga nad Horyniem. Syn Jana Eufemiusza Kardaszewicza i Felicji z Pełczyńskich.
W latach 1844–1869 pracował jako sekretarz sądu powiatowego w Ostrogu. Jednocześnie był sekretarzem ostatniego marszałka powiatu ostrogskiego Ksawerego Jodki. W 1869 r. zwolniony z sądu, pozostał w Ostrogu i pracował jako adwokat. W wolnych chwilach zbierał materiały i podania dotyczące historii Ostroga nad Horyniem. Autor książki „Dzieje dawniejsze miasta Ostroga. Materiały do historyi Wołynia” (wydana pośmiertnie w 1913 r.). Jego grób na starym cmentarzu katolickim w Ostrogu na pocz. lat 20. XX wieku odnalazł krajoznawca i archeolog Józef Nowicki. W 1938 r. kosztem Polskiego Towarzystwa Krajoznawczego na grobie S. Kardaszewicza ustawiono nowy nagrobek. W latach 70. rozporządzeniem miejscowych władz cmentarz został zniszczony, a na jego miejscu zrobiono stadion. Postument z grobu S. Kardaszewicza przewieziono na Zamek w Ostrogu i ustawiono przy tzw. Baszcie Murowanej. Napis na postumencie ulega sukcesywnemu niszczeniu.
Stanisław Kardaszewicz był żonaty z Kamilą z Dębskich, z którą miał syna Kazimierza, generała brygady Wojska Polskiego.